# 2150 Никтімене
2150 Никтімене (2150 Nyctimene) — астероїд головного поясу, відкритий 13 жовтня 1977 року.
Тіссеранів параметр щодо Юпітера — 3,814.